# 울산 인성암 석조보살좌상
울산 인성암 석조보살좌상(蔚山 引聖庵 石造菩薩坐像)는 울산광역시 울주군, 인성암에 있는 불상이다. 2007년 11월 22일 울산광역시의 문화재자료 제18호로 지정되었다.

## 개요
인성암 석조보살좌상은 대웅전 법당에 봉안되어 있는 석조보살상으로 높이 35cm, 어깨너비 16cm, 머리높이 17cm(보관 포함), 무릎너비 23cm이며, 표면에 개금이 되어 있는 상태로 전체적으로 보존 상태가 양호하며 눈썹, 눈의 표현, 콧수염, 턱수염과 입술에 채색하여 세부표현을 하였다.
보살좌상은 고개를 약간 숙이고 등을 곧게 편 상태로 양손을 무릎 위에 얹고 결가부좌하고 있으며, 옷은 편삼위에 대의를 살짝 걸친 형식이다.
보살좌상은 방형의 얼굴에 눈을 가늘게 뜨고 아래로 내려다 보고 있다. 코는 오똑한 편이며, 인중과 윗입술을 도드라지게 표현한 것이 주목할 만하다. 삼도는 음각을 하여 나타내었고 머리부분은 무늬가 없는 보관을 쓰고 있다. 보관 아래로 흘려 내린 머리카락이 귀를 타고 어깨위로 두 줄 흘러내리고 있다.
대의는 아랫배가 볼록 나와 있는 가슴 밑부분에 U자형으로 흘러내리고 있다. 양손의 소매 부분은 손목에서 접혀져 있으며, 무릎 위에 얹어진 손가락의 길이가 유달리 긴 것이 특징이다. 군의는 일정한 주름을 잡아 부채꼴로 표현하고 있다.
본 석조보살좌상은 복장유물이 없는 관계로 정확한 제작시기를 알 수 없으나, 표현기법이나 제작양식을 통해 조선후기에 제작 된 것으로 사료되며, 조선후기 이 지역의 불교조각 양식을 살필 수 있는 중요한 자료적 가치가 있는 문화재이다.

## 참고 자료
- 울산 인성암 석조보살좌상 - 국가유산청 국가유산포털